# 茶渡泰虎
茶渡泰虎（日语：／ Sado Yasutora）是日本漫畫《BLEACH》中的主要角色之一。

## 人物
「Chad」這個名稱的由來是身高同樣190cm以上的查德·史密斯（Chad Smith）（嗆辣紅椒樂團成員）。

### 外貌與性格
黑崎一護的同學和好友，與一護國中時期相識，由於一護初次和茶渡泰虎相見時讀錯了他的名字，結果茶渡因此多了「Chad」的綽號（日文版與英文版的漫畫，一護和其他人直接以「Chad」來稱呼他；但在中文版的漫畫裡，一護仍稱呼他為「茶渡」）。體型健壯，褐色肌膚，留著捲曲的褐色短髮，褐色（動畫版為深橄欖綠）的眼睛經常被瀏海覆蓋，左肩有一枚被蛇纏繞的雙翼心刺青，蛇身上的緞帶刺著「Amore e Morte」（西班牙語的「愛與死」）的字樣。有印地安人的血統。佩戴刻有老鷹圖案的金色硬幣型項墜，是祖父的遺物。血型為AO型。由於外表看上去比起實際年齡還要來得年長，被一護的妹妹夏梨稱為「大叔」（オッサン），妮露則稱呼他「巨人族的大叔」。
性格温和，學業良好，在校成績名列第11名，喜歡番茄和小動物，以及可愛的事物。當他穿著花襯衫的時候，習慣將第一個扣子自然敞開。非常擅長彈奏吉他與西班牙語。擁有被掉下的工字鐵壓到或者被摩托車正面撞擊都只受輕傷的強健身軀，也擁有能夠徒手拔起電線桿的驚人怪力。
平時性情穩健，鮮少和他人發生爭執，雖然有時對於夥伴們的異樣行為及言語會有吐槽的行為，然而當夥伴因故被隔絕在戰場外的時候，仍會極力地幫助對方爭取參與行動的機會，而且會視情況做出謹慎的判斷與決策（例如織姬和月島秀九郎對峙的期間，為了不讓前者在戰鬥中分神而露出破綻，及時制止一護撥打手機連絡織姬）。若是和他交戰的對手，在作戰期間幫助他提升戰鬥的實力，則會選擇放過後者，做為答謝對方的方式。在劇情後期甚至會做出冷幽默的發言，甚至練就聚集大氣中的靈子於空中移動的能力。作者在附錄特典集賦予茶渡的關鍵詞為「友」。

### 身世與經歷
沖繩出身，幼年時跟著父母到墨西哥，但雙親在他8歲那年去世，因而交給祖父奧斯卡·皇金·迪·拉·洛沙撫養。童年時代非常暴力，也為自己的膚色與強壯的體格感到困擾，直到某一天，茶渡泰虎再次和其他人發生肢體衝突（動畫版則增加奧斯卡挺身保護茶渡的劇情）後，奧斯卡告訴茶渡「強健的身軀，是為了保護他人」的道理，將自己的項墜贈與茶渡。在奧斯卡的教誨下，茶渡從此改變了暴力的性格，並且開始將自身的強健身軀視為榮耀。在祖父逝世後返回日本生活。
升上國中之後，茶渡因緣際會轉到一護就讀的中學班級，但由於一護不善認人的特性，以至於兩人之間並沒有太多交集。直到某日經過一條巷子時，茶渡遇見當時和三年級生打架而倒在地上的一護，上前為對方解圍，才使得原本素不相識的兩人因而認識彼此。由於一護經常把茶渡的姓氏唸成「Chad」、又認為他的姓名唸起來很像多米尼克·查度，結果茶渡從此便多了「Chad」的綽號。也因為茶渡抱持「不會為了自己出手揍人」的原則，即使是被別人毆傷也不會反擊對方，偶爾也會因為這理由讓自己陷入危機，這使得當時的一護對於茶渡的作法，抱持不認同的態度。
某日一護為茶渡解圍後，茶渡趁機向後者分享關於祖父生前的事蹟，一護見到茶渡身上掛著方才圍毆他的人的手機，便一腳將手機踢到河裡。結果這項舉動，反而引來一群不良少年，將茶渡獨自綑綁在橋下（動畫版改成空屋內）的椅子上並輪流對他暴力相向，甚至還奪去祖父遺留給他的項墜並企圖摧毀它，此時一護趕到現場收拾那群不良少年，順利的替茶渡解圍並幫他取回項墜，自此與一護約定「為了對方而揮拳」。

## 劇情表現
初期的茶渡泰虎無法看見，卻能夠觸及靈體。某次因緣際會，茶渡從朋友手中獲得被男童靈體柴田勇一附身的鸚鵡，當他在學校頂樓和黑崎一護等人會合的時候，不僅順勢將對一護找麻煩的大島麗一直接揍飛，還向眾人展示該隻鸚鵡。此時朽木露琪亞發現了附身於鸚鵡身上的勇一，並提醒一護需要留意和及早處裡勇一的問題。
茶渡在之後持續保護並照顧著勇一，後來生前殺害勇一母親的連環殺手變成虛並襲擊勇一，茶渡為了保護後者，被連環殺手抓傷背部並送到黑崎診所進行急救。卻不顧自己傷勢尚未痊癒，便自行帶著勇一離開醫院，躲避連環殺手的追擊。當祂襲擊露琪亞的時候，趕到現場的茶渡剛好揮拳打中了連環殺手，受露琪亞請求協助作戰，兩人陷入苦戰之際，一護出面替茶渡和露琪亞解圍。連環殺手因為生前累積過多罪孽，被一護砍後墜入地獄。事後勇一脫離了鸚鵡的身軀，被一護魂葬，該隻鸚鵡也自行飛離茶渡的身邊。由於受到一護的靈力影響，茶渡啟發了自身的靈力，能夠隱約的看見靈體。漫畫第39章（動畫第12集）裡，為了救一護的妹妹夏梨，能力因而覺醒，稱作『巨人的右臂』。因為能力覺醒的緣故，茶渡開始能夠清楚的看見靈體。

### 屍魂界拯救篇
露琪亞被阿散井戀次與朽木白哉帶回屍魂界後，茶渡為了增強自己的實力，和井上織姬接受四楓院夜一的能力訓練。期間，茶渡和織姬曾經邀請雨龍和他們一起修行，不過雨龍以想要獨自修行為由，婉拒了茶渡和織姬的邀約，之後和黑崎一護等人同赴屍魂界拯救露琪亞。當一行人在志波姊弟住處學習靈珠核的操作方式時，茶渡是第三個學會運用靈珠核製作靈子防護牆的對象，還被旁觀的金彥與銀彥點出其靈力不穩定、卻頗具威力的特性。
與一護等人闖入瀞靈廷後，茶渡在孤身一人的情況下，仍擊敗了包括八番隊第三席円乗寺辰房在內的眾多死神，隨後遇上護廷十三隊的八番隊長京樂春水，與其對戰但卻以懸殊的實力差距敗下陣來。但是京樂春水因為判斷他們是整件事件的關鍵人物而未下殺手。由於十三番隊與八番隊的交替連絡，茶渡被送往四番隊救護所進行治療，和石田雨龍與志波岩鷲被帶到拘留所，後來因為井上織姬獲得更木劍八、草鹿八千流、斑目一角、綾瀨川弓親的協助，破壞拘留所的天花板，茶渡、雨龍、岩鷲得以脫困，與一行人趕到雙殛台，目睹了藍染惣右介前往虛圈的畫面。
屍魂界拯救篇近尾聲，雨龍主動替茶渡修改戰鬥中受損的衣裝，但是茶渡對雨龍修改的成果頓時汗顏以對（原本側十字圖樣的上衣，十字圖案位置被改成上衣正中央），還認為雨龍比較擅長設計女裝。後來一行人通過斷界返回現世時，一護向眾人展示十三番隊長浮竹十四郎親自授與的代理死神許可證，不過茶渡卻認為代理死神許可證的記號，看起來比較像「禁止代理」的意思，還被一護吐槽他的言論令人感到掃興。
根據作者在彩色公式集的秘辛透漏，屍魂界拯救事件落幕後，一直對音樂非常嚮往的九番隊副隊長檜佐木修兵，因為耳聞茶渡擅長彈吉他的消息，還特地請茶渡當面示範吉他的彈法給他看，之後在茶渡的指導下，修兵的彈奏技巧亦有所增長，甚至還立志要在將來成立專屬自己的樂隊。

### 破面篇
就在一護與剛轉來班上的平子真子 展開接觸的隔天，茶渡與織姬在放學途中，遇見正為了一護還沒有按照計畫加入假面軍勢而受到指責的平子，以及為此責難平子的猿柿日世里。由於察覺週遭有大量靈魂忽然被吸走，與織姬趕到現場，目睹第十刃牙密與第四刃烏爾奇奧拉·西法來到現世，為了救援有澤龍貴，而遭牙密打斷過右手（動畫改成右手被打傷），隨後因為浦原喜助與四楓院夜一趕來支援而脫險。
破面襲擊空座町的夜晚，茶渡未待傷勢痊癒，便準備迎擊破面。險遭破面NO.16迪·羅伊·林克的手刀刺中心臟時，一護替茶渡出面解圍，並要求他先行撤退，此舉一度讓茶渡誤認一護不再願意讓他協助作戰，還間接導致朽木露琪亞為此質問一護。待茶渡的傷勢完全痊癒後，阿散井戀次受到浦原喜助委託，在浦原的商店地下室，協助茶渡進行修煉。當浦原表明不讓織姬參與接下來的戰爭時，茶渡試圖說服浦原讓織姬協助他們，但由於浦原堅持將織姬隔絕在戰場之外而沒能說服對方。
為了救回被擄走的井上織姬，茶渡跟隨一護及石田雨龍一同入侵虚圏，並且與阿散井戀次和露琪亞會合。與前十刃剛騰拜恩·莫司克達的戰鬥中，『惡魔的左臂』能力覺醒，擊敗了剛騰拜恩，為了感謝對方讓自己的能力覺醒，茶渡沒有取其性命。但是隨後對陣第五刃諾伊特拉時卻被對方一擊斬斷右手防禦盾，也遭受嚴重的創傷。在試圖作出最後一擊未果後倒地不起。後得第四番隊長卯之花烈治療。之後與阿散井戀次趕往虛夜宮幫助一護擺脫追兵。在遭遇歸刃後的十刃成員第零刃牙密時再度被重創倒地。之後茶渡起身接受了治療，跟著露琪亞、織姬、雨龍、戀次離開了虛圈和一護會合，還被浦原告知一護因施展無月而喪失死神力量的消息。
空座町大戰結束後，茶渡跟著露琪亞、雨龍、織姬探視剛從昏睡狀態清醒的一護，並在冷靜審視自己的力量之後，發現自己的戰鬥基礎依舊有待加強。他深信總有一天，一護會取回他的戰鬥力量，為了不拖累一護並提升自己的實力，茶渡開始在接下來的日子裡進行拳擊訓練。

### 死神代理消失篇

第二部劇情的茶渡泰虎

空座町大戰結束1年5個月後，茶渡升上了高中三年級，除了被分配到不同的班級以外，他還在放學後到健身房「Gonzalez Gym」兼差打工（但在動畫版原創第347集，織姬卻提到茶渡亦在一護失去力量的1年5個月間，協助雨龍在空座町執行消滅虛的工作）。整體外貌變化不多，只是頭髮略長過頸部，下顎蓄著些許鬍鬚。期間，XCUTION領導人銀城空吾邀請茶渡加入他們的行列，由於茶渡理解銀城等人對自身力量的感受，加上他知道一護渴望重獲力量保護同伴的心願，希望協助一護恢復死神的力量，因而決定加入XCUTION與銀城等人合作。石田雨龍遭月島秀九郎襲擊重傷的隔天（動畫版因增加原創劇情，而改成雨龍出事的第三天），一護和織姬在對話中提到茶渡最近都沒來學校上課，還擔心茶渡是否和雨龍一樣出了狀況。放學後，織姬抵達茶渡的住處查看卻沒有見到他，離開前將一袋麵包掛在茶渡的住處門上。之後茶渡待在XCUTION的期間，每天都會在自家門口收到織姬從打工店家帶來的麵包。
在毒峰莉露卡的帶領下，茶渡來到XCUTION的組織本營，結果意外的發現一護已經先行抵達此處。一護進行完現術修行的期間，茶渡雖然對於莉露卡貿然開始進行完現術修行的舉動感到不認同，但還是在一護被豬先生（莉露卡的玩偶）襲擊的時候，提示對方運用自己的慣用物品與自身榮耀發動完現術，使得一護順利完成第一階段的訓練。當織姬遭月島秀九郎襲擊的時候，茶渡發現織姬的靈壓變成異常緊急的狀態，連同一護試圖趕到現場救援對方，卻還是不慎讓月島趁機逃離現場。事後茶渡接獲織姬的警告，並試著向銀城詢問月島的能力情報，還在月島闖入XCUTION的組織本營時主動迎擊對方，不僅破壞了XCUTION的組織本營，還在街上引起了騷動，被銀城要求暫時別出手，卻不慎說出月島襲擊織姬的真相，使得一護不顧一切的和月島交戰，自己更被月島施展「終結之書」的能力砍到身體卻毫髮無傷。事後茶渡除了委託織姬協助一護進行最終階段的完現術修練以外，還委託雪緒運用能力開闢一個空間，讓他獨自進行訓練（動畫版在接獲織姬警告後被獅子河原跟蹤，並且在一護完成最終階段訓練後，增加和織姬聯手對抗月島的劇情，但因為月島在最後關頭發動了完現術，導致茶渡與織姬暫時精神崩潰並昏倒在地）。
受到月島的能力影響，茶渡在大宅邸事件裡和月島站在同一陣線，雖然他在戰鬥中表明自己並不希望和一護交手，但還是在違背己願的情況下和一護兵戎相向，之後因為見到趕來支援一護的一心、浦原、露琪亞和其他死神而產生質疑，受到月島的精神威脅影響而無法動彈，被黑崎一心從後方用空手擊暈並帶回浦原商店休養。XCUTION正式解散後，茶渡因為月島死亡的緣故，得以解除「終結之書」的能力，順利地恢復正常狀態（動畫版追加恢復正常後，與一護的其他親友在小野瀨川迎接一護的劇情）。

### 千年血戰篇
特大虛襲擊空座町的夜晚，茶渡跟著雨龍和織姬來到現場協助一護作戰，為遭到虛襲擊重傷的龍之介與志乃解圍。透過龍之介、妮露、沛薛的轉告，得知屍魂界遭受襲擊和虛圈失守的消息後，便隨同一護等人前往虛圈展開救援行動，並且遭遇虛圈狩獵隊長「J」基路傑‧歐丕的襲擊。茶渡將身受重傷的阿帕契、米菈·羅茲、孫孫搬到織姬的身邊，以便於織姬施展能力對破面們進行保護與治療，卻因為基路傑施展滅卻師完聖體、發動吸收靈子的能力，導致織姬的三天結盾被吸收瓦解。雖然破面 孫孫施展隱藏術試圖保護一行人，但是基路傑仍用「聖隸」破解了孫孫的隱藏術，使得茶渡因此被吸收身上的部分靈子而受了傷。浦原喜助出手重創基路傑之後，茶渡接受浦原的委託，準備從基路傑身上搜出奪取死神卍解的金屬胸章，卻因為浦原誤認對方已經死亡而疏於防備，在發現基路傑藉由「亂裝天魄」重獲行動能力時，為了保護浦原、織姬、妮露等人，試圖利用肉身抵擋對方的攻勢，卻因為基路傑的力量過於強大，同時又缺少了織姬的幫忙，導致自己在施展能力之前，反被基路傑以「神聖滅矢」重創成傷。
事後茶渡透過浦原的通訊裝置，向一護和屍魂界報告一行人平安無事的消息，跟隨浦原等人抵達虛圈的涅各爾遺跡進行某項研究。為了能夠應對接下來的戰爭，茶渡和織姬在浦原的指導下進行戰鬥特訓。及後於無形帝國領導人猶哈巴赫即將進攻靈王宮之際，換上特製的服裝，偕同織姬通過黑腔抵達瀞靈廷，出面制止因為目擊雨龍選擇留在敵方陣營而情緒激動的一護做出不理智的行為。茶渡向一護解釋道，雨龍勢必是經過深度考量和有所覺悟，所以才會隻身進入敵方陣營，而且後者只要作出決定就很難說服他，但縱使如此亦不影響接下來一行人的計劃，才讓情緒激動的一護正式冷靜下來。
後偕同一護、夜一、織姬、岩鷲透過喜助的襄助，抵達靈王宮阻止猶哈巴赫殺害靈王，但由於猶哈巴赫在作戰期間釋放的衝擊威力過於強大，以至於同行的一護、織姬、岩鷲遭其彈飛，險些墜地之際，織姬施展「三天結盾」及時接住一行人，之後偕同一行人移至靈王宮的偏僻角落，和葛力姆喬、恢復原型的妮露、莉露卡、雪緒會合，眾人搭乘喜助和夜一委託莉露卡和雪緒運用能力創造的空間，沿著夜一預先設置的木樁軌跡重返被猶哈巴赫改造為「真世界城」的靈王宮。
一護被「D」亞斯金·奈克魯瓦爾擊倒後，茶渡和織姬為救援一護而抵達現場，茶渡見狀立即挺身和亞斯金展開對決，遭後者以「毒藥之浴」牽制行動而險些窒息，被隨後趕到的夜一解危。三者趕到真世界城，遭遇和「B」雨葛蘭·哈斯沃德對峙的雨龍，獲知其欲摧毀真世界城的計畫，卻在逃離雨葛蘭的期間，因為真世界城的機關遭啟動而被沙粒形成的追兵襲擊。茶渡掩護一護和織姬先行逃走，自己則和隨後趕到的岩鷲負責擊敗追兵。

### 結局篇
無形帝國戰役落幕十年後，茶渡將頭髮梳成背頭，臉型變得較少年時期來得成熟瘦削，成為拳擊界的知名拳擊手，參加WBO重量級拳擊賽，與此同時，所有一護的親友皆同時透過電視或網路轉播，觀看茶渡的參賽過程。

## 完現術之力
茶渡的作戰模式以徒手肉搏為主，自從下列能力覺醒後，茶渡自稱擁有接近虛的力量。藍染曾透露茶渡因為詛咒自己的無能為力，加上崩玉能將週遭事物的內心想法具現化，茶渡才會被崩玉引出體內的力量。
而根據銀城空吾的解釋，所有完現術者（包括茶渡在內）皆係雙親的其中一方遭受虛的襲擊，導致虛的力量殘存於懷胎的母體裡，接著於分娩時將虛的力量傳給胎兒而來。其能力的具現媒介為自身的肌膚，由於茶渡受到祖父的影響，開始將自己的身軀視為榮耀，才能發動自身的完現術。
初期的茶渡力量剛覺醒時，僅能使用「巨人的右臂」對敵人發動攻擊；後來在破面篇因為「惡魔的左臂」能力覺醒，開始能夠同時啟用雙手的能力戰鬥。能力名稱則是以西班牙語命名。動畫版的靈壓顏色為淺藍色。
- 『巨人的右臂』（Brazo Derecho de Gigante）

右手色澤化為黑底紅紋，肩膀為寬U形，可以揮出重擊，形狀與花紋隨著劇情發展變化（完全狀態下，右手會出現類似骷髏般的花紋），後來甚至可以化成盾牌狀抵擋攻擊，但其主要能力為防禦。
- 『惡魔的左臂』（diablo del El brazo izquierdo）

左手色澤化為白底紅紋，肩膀出現一隻尖角，紅色指尖，有著相當驚人的攻擊力道。

### 技能與招式
戰鬥守則為「右臂保護同伴，左臂攻擊敵人」。
| 技能                            | 簡介 |
| ------------------------------- | --- |
| 技「巨人的一擊」（El Directo ） | 在巨人的右臂狀態下，放出的巨大蒼藍色靈力衝擊。茶渡在「惡魔的左臂」覺醒前的主要攻擊招式。初期的茶渡剛領悟這項技能時，只要連續施展此招達到三次以上，就會感到精疲力盡；經過夜一的鍛鍊後，茶渡的靈力與耐力也隨之上升，也增加了此招的使用次數上限。動畫版代理死神消失篇裡，茶渡在原創劇情對抗月島時，此招的威力有明顯提升。 |
| 技「魔人的一擊」（La Muerte）   | 左手集中靈壓後，使出的超強力重拳。使用後，牆壁上會刻有骷髏惡魔的樣子。 動畫原創的新隊長天貝繡助篇中，敵人被茶渡施展的「魔人的一擊」打倒在地，所以地面浮現骷髏惡魔模樣（因此不僅限於牆壁）。 |

### 特殊肉搏技
| 技能                       | 簡介 |
| -------------------------- | --- |
| 技「茶渡投石機」           | 茶渡和露琪亞為了對抗連環殺手，臨時想出的作戰招式，茶渡擺出砲擊的姿勢，將露琪亞朝對手的方向拋出去，讓後者得以趁機向對手發動攻擊。雖然此招是因應當時只有露琪亞能看見靈體，需要借助茶渡的臂力，才能迎擊位於高處的對手的情況，但還是被茶渡吐槽「這招是很糟糕的戰術」 。 |
| 技「過肩摔」（Grua Tirar） | 抓住對手的手部，使出過肩摔將其扔出去，曾於破面篇對抗地下守衛時施展此技。 |

## 卷首語
- 「如果我手上沒有劍，我就無法保護你。如果我一直握著劍，我就無法抱緊你。（剣を握らなけらば おまえを守れない 剣を握ったままでは おまえを抱き締められない）」——單行本第五集。